# 鸲岩鹨
鸲岩鹨（学名：Prunella rubeculoides）为岩鹨科岩鹨属的鸟类。分布于印度、巴基斯坦、尼泊尔、锡金以及中国大陆的青海、甘肃、四川、西藏等地，一般栖息于高山灌丛或草坡、土坎、河滩的低金腊梅灌丛地方。该物种的模式产地在尼泊尔。